# Strimmig cinklod
Strimmig cinklod (Geocerthia serrana) är en fågel i familjen ugnfåglar inom ordningen tättingar.

## Utseende och läte
Strimmig cinklod är en vacker tätting med lång och nedåtböjd näbb. Fjäderdräkten är brun med kastanjebruna vingar, kraftigt streckad undersida och ett vitt ögonbrynsstreck. Bland lätena hörs olika hårda och skallrande ljud.

## Utbredning och systematik
Strimmig cinklod placeras som ensam art i släktet Geocerthia. Den delas upp i två underarter med följande utbredning:
- G. s. serrana – Anderna i Peru (Cajamarca till Lima)
- G. s. huancavelicae – Anderna i sydvästra Peru (Huancavelica)

## Levnadssätt
Strimmig cinklod hittas högt uppe i Anderna. Där bebor den områden med tät växtlighet som den håller sig dold i, men rör sig ofta ut i det öppna under födosök. Även om den i stort är marklevande kan det ses sitta högre upp, framför allt när den sjunger.

## Status
Arten har ett stort utbredningsområde och beståndet anses stabilt. Internationella naturvårdsunionen IUCN listar den därför som livskraftig (LC).

## Namn
Tidigare kallades arten strimmig markkrypare på svenska, men har tilldelats ett nytt officiellt svenskt namn av Birdlife Sveriges taxonomikommittén eftersom markkrypare som grupp inte står varandra närmast. Istället är den nära släkt med cinkloder och namnet har justerats därefter.